# Leptothorax sculptiventris
Leptothorax sculptiventris är en myrart som beskrevs av Mayr 1887. Leptothorax sculptiventris ingår i släktet smalmyror, och familjen myror. Inga underarter finns listade i Catalogue of Life.